# رين تايلور
رين تايلور هو سياسي أمريكي، ولد في 23 مارس 1924 في تاكوما في الولايات المتحدة، وتوفي بنفس المكان في 6 سبتمبر 1991. نشط حزبياً في الحزب الجمهوري. وقد انتخب عضو مجلس نواب واشنطن ‏.